# Enddiastolisk volym
Enddiastolisk volym (EDV) är den blodvolym som finns i hjärtats vänstra kammare precis innan kontraktion. 
Motsatsen till enddiastolisk volym är endsystolisk volym (ESV), det är den volym blod som finns kvar i hjärtat precis efter att en hjärtkontraktion har skett.